# Sehestedt
Sehestedt település Németországban, Schleswig-Holstein tartományban. Lakosainak száma 825 fő (2023. december 31.).

## Népesség
A település népességének változása:
| Lakosok száma | 659  | 841  | 834  | 831  | 834  | 825  |
|               | 1975 | 2017 | 2019 | 2021 | 2022 | 2023 |